# Xenos vesparum
Xenos vesparum es una especie de insecto parásito del orden Strepsiptera que es endoparásito de las avispas papeleras del género Polistes (más comúnmente Polistes dominula) que fue descrita por primera vez en 1793. Al igual que otros miembros de esta familia, X. vesparum presenta un estilo de vida peculiar y demuestra un amplio dimorfismo sexual.

## Morfología
Los machos y las hembras de esta especie muestran un notable dimorfismo sexual según su sistema de apareamiento. Ambos se desarrollan en el interior del abdomen, donde los machos pupan y emergen, mientras que las hembras residen permanentemente en su interior.

### Machos
Los machos adultos son insectos voladores de vida libre, cuya vida adulta, extremadamente corta (<5 horas), se dedica exclusivamente a la búsqueda de pareja, que se cree que localizan por el olor. Tras localizar a su pareja (que sobresale del abdomen de la avispa anfitriona), el macho se posa en el abdomen de la avispa, sujetándose con sus patas y alas, mientras evita el roce de las patas traseras de la avispa, que podrían desalojarlo. A continuación, el macho insemina a la hembra, ya sea esparciendo el esperma alrededor de la abertura genital de la hembra, donde finalmente llega al hemocele (cavidad del cuerpo), o penetrando directamente la cutícula de la hembra (inseminación hipodérmica), inyectando el esperma directamente en el hemocele. El macho muere varios minutos después del apareamiento. Su pequeño tamaño, unido a su brevísima vida, ha hecho que los machos de X. vesparum sean muy difíciles de estudiar.
Los machos también desarrollan unos ojos muy inusuales en comparación con otros insectos. Los ojos constan de un número muy reducido de omatidios (alrededor de 65, pero cada ojo puede variar entre 10 y 15), mientras que la mayoría de los ojos de los insectos tienen miles por ojo que están muy juntos. Los omatidios están distribuidos irregularmente por el ojo y están bien separados por la cutícula. La función de estos ojos es desconocida, ya que la búsqueda de pareja, que es su única finalidad como adultos, parece realizarse por medio del olfato y la estructura de los ojos indica que son ojos de larva modificados. Curiosamente, son externamente bastante similares a los ojos de los trilobites facópidos.
Las alas delanteras de estos insectos están modificadas en pequeños órganos en forma de garrote llamados pseudohalteres. Estos órganos ayudan al insecto a mantener el equilibrio en vuelo y funcionan de forma similar a los halterios de los dípteros. [cita requerida]

### Hembras
Las hembras de X. vesparum son notablemente diferentes de sus homólogos masculinos. Presentan un alto grado de neotenia y son endoparásitos permanentes de sus huéspedes. Residen en la cavidad corporal de la avispa y nunca desarrollan piezas bucales, patas, ojos o alas, y su única forma de genitalidad es la abertura ventral donde los machos pueden inseminarlas, además de ser el punto de escape de las larvas. Las hembras a menudo pueden sobrevivir durante el invierno dentro de las avispas hembras que hibernan, las cuales emergerán la primavera siguiente con ovarios poco desarrollados, y sólo podrán servir como recipientes para propagar las larvas del parásito, ya que ahora están efectivamente castradas.

## Ciclo de vida
La primera fase de la vida de esta especie es, junto con los machos adultos, la única fase de vida libre de estos insectos. Llamadas "triungulinas", estas larvas salen de la abertura genital de la madre mediante la capacidad de detectar la luz, y se depositan en una zona de alimentación/apareamiento para las avispas, o directamente en el nido, dependiendo de dónde se encuentre la avispa anfitriona de la madre cuando libera las larvas. En el caso de las primeras, deben localizar a una avispa que busque alimento mediante señales químicas, para luego agarrarse a ella y ser llevadas de vuelta al nido. Una vez de vuelta al nido, las triungulinas buscan un hospedador apropiado, que son avispas inmaduras en distintos estados de desarrollo. Se sabe que este proceso no es aleatorio, ya que se ha registrado una preferencia por infectar a las hembras. La penetración en el abdomen del hospedador se realiza sin crear una herida, sino que la larva entra en el abdomen de la avispa mediante la separación mecánica de la cutícula del hospedador. Este paso es esencial para retrasar o evitar la respuesta inmunitaria inicial que se produciría con la creación de una herida. A continuación, la triungulina muda a su segundo estadio sin ecdisis, una característica que sólo se observa en los estrepsípteros.

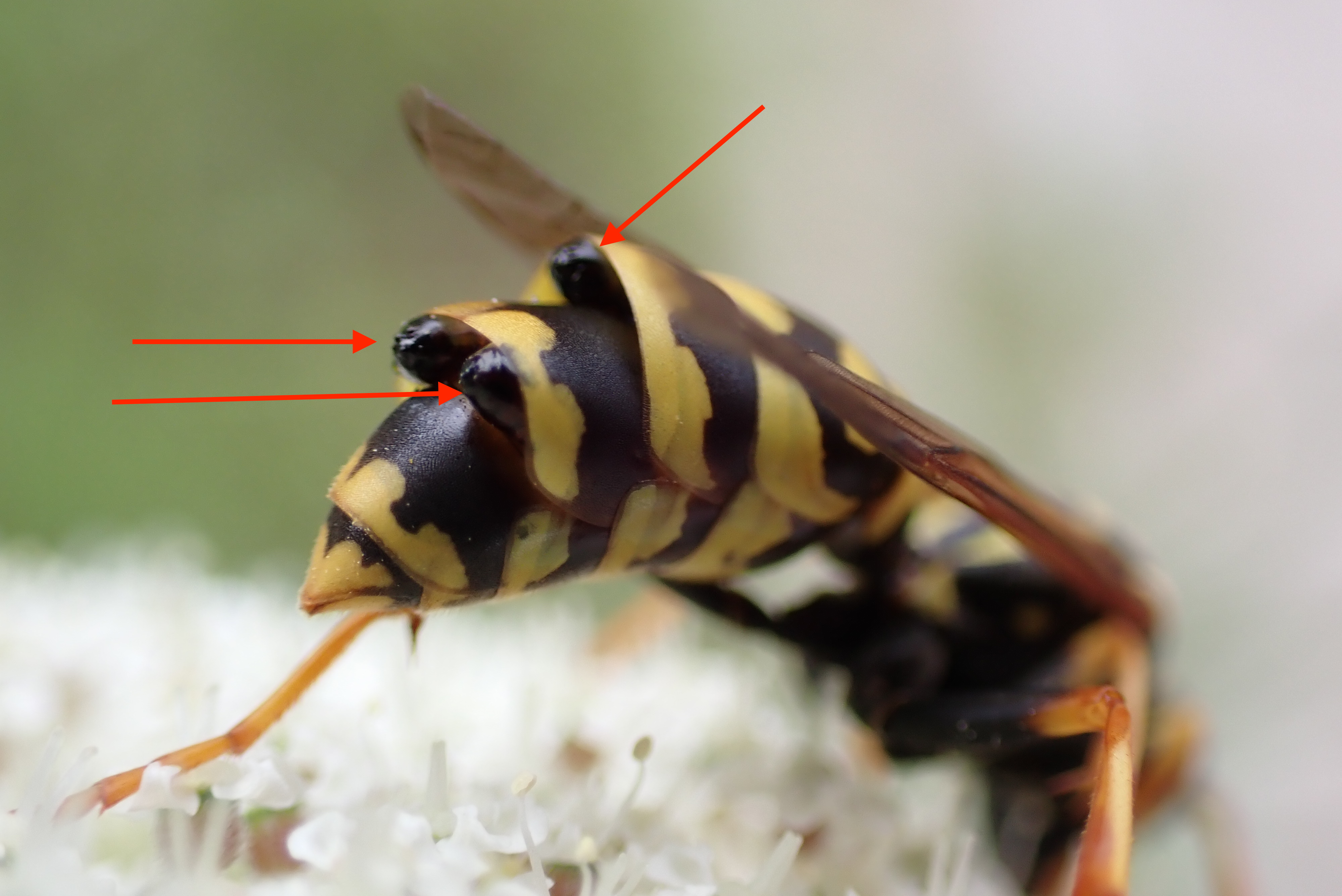
Polistes sp. parasitado por tres parásitos Xenos vesparum.

En el segundo y tercer estadios larvarios crecen ampliamente, pero de forma lenta, posiblemente para evitar los efectos nocivos para el huésped, cuya supervivencia es primordial para la supervivencia del parásito. Durante estas etapas de vida, el X. vesparum es capaz de evitar pasiva y activamente el sistema inmunitario del huésped. Se desconoce el mecanismo exacto para ello, pero es posible que la superficie del parásito tenga propiedades químicas que le permitan permanecer oculto al sistema inmunitario del hospedador, y la capacidad de mudar sin ecdisis es probablemente un método para conservar esta protección y es una preadaptación para su estilo de vida endoparasitario.
La cuarta y última etapa del ciclo vital es el desarrollo de la forma masculina de vida libre o de la forma femenina neoténica, seguida de su emergencia total o parcial, respectivamente. El macho pupa y se convierte en la forma final de vida libre, y su pupa se extruye del abdomen de la avispa, proporcionando una ruta de emergencia para el macho adulto. A la inversa, la hembra se desarrolla en la forma neoténica final y se extruye del abdomen del hospedador lo suficiente para que la abertura genital sea alcanzada por una pareja, así como lo suficiente para permitir que las larvas escapen. En ambos casos, esta extrusión de la hembra parásita o de la pupa macho desde el abdomen del huésped se denomina "estilización", en referencia a la familia de estos insectos.

## Efectos en el huésped

### Manipulación del huésped

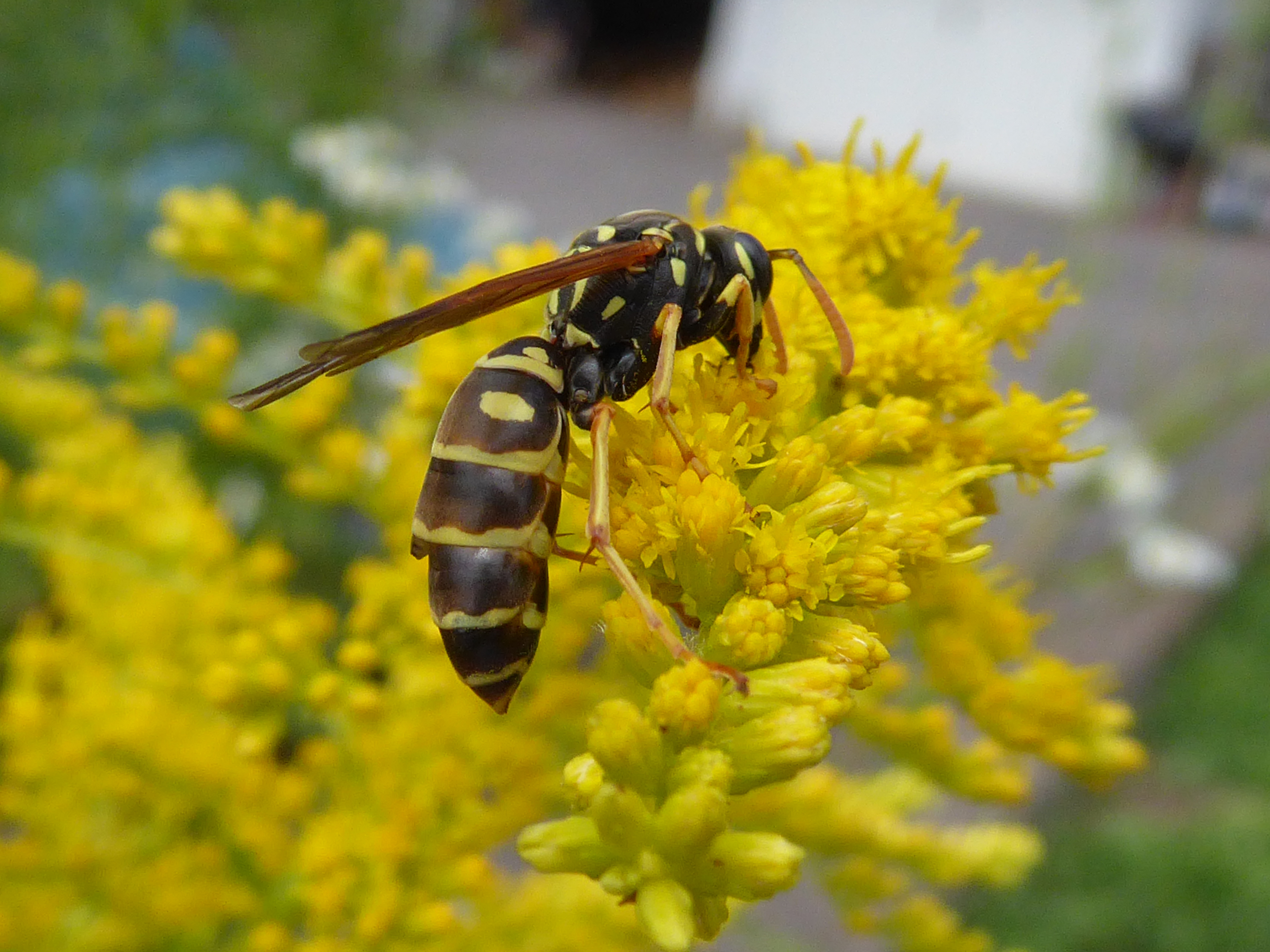
Polistes sp. parasitado por Xenos vesparum.

Las avispas obreras hembras infectadas por X. vesparum parecen ver modificado su comportamiento, ya que actúan como si fueran futuras reinas y dejan de trabajar, abandonando el nido antes que las futuras fundadoras y los machos no infectados, y forman agregaciones fuera del nido. Cuando las futuras reinas no infectadas abandonan el nido para ir a estos lugares de apareamiento, se crea una zona en la que se mezclan las avispas no infectadas y las infectadas, y es aquí donde suele producirse la liberación de las larvas infecciosas. Dado que el parásito no modifica el comportamiento de las avispas macho, es un "callejón sin salida" para las hembras de X. vesparum, ya que las avispas macho no se unen en estas grandes agregaciones y ofrecen pocas oportunidades para que el parásito reciba una pareja. Además, la avispa macho muere antes del invierno, eliminando la posibilidad de que las larvas se propaguen en las agregaciones que hibernan. Sin embargo, si se infecta con un parásito macho, la avispa macho no es un "callejón sin salida" porque el parásito macho de vida libre puede emerger y volar hacia una pareja adecuada dentro de las agregaciones de apareamiento. Esto puede explicar la preferencia registrada de las larvas de X. vesparum por infectar a las avispas hembras.
Una tendencia observada en las avispas de papel infectadas por este parásito es que parecen mostrar una fuerte preferencia por congregarse en arbustos de trompeta trepadora (Campsis radicans). Esto indica un caso probable de coevolución entre el parásito y el hospedador, ya que las avispas son manipuladas para preferir los arbustos de enredadera de trompeta, que proporcionan refugio y una excelente nutrición para la avispa, aumentando sus posibilidades de supervivencia y, por extensión, aumentando también las posibilidades del parásito. Además, la preferencia por un tipo de planta específico permite una mayor posibilidad de propagación del parásito, ya que muchas avispas que buscan alimento se congregan en un lugar, proporcionando un vector para que las larvas infecciosas liberadas lleguen al nido e infecten a las avispas jóvenes.

### Castración del huésped
Las avispas hembras parasitadas presentan ovarios no desarrollados, así como niveles reducidos de hormonas juveniles, y abandonan la colonia sin realizar ninguna de las tareas de su casta, lo que significa que el huésped está castrado y reproductivamente "muerto", lo que lleva a algunos a describir a X. vesparum como un parasitoide en lo que respecta a las avispas hembras. Los efectos sobre la salud reproductiva de la avispa macho son menos conocidos. Parece que, al menos para cargas de parásitos de ligeras a moderadas, la salud reproductiva de las avispas macho parasitadas prácticamente no se ve afectada, mientras que se desconocen los efectos de los individuos altamente parasitados (>4 parásitos).